# Rolf Griebel
Rolf-Eberhard Griebel (* 15. September 1949 in Ansbach) ist ein deutscher Bibliothekar. Er war von 2004 bis 2014 Generaldirektor der Bayerischen Staatsbibliothek in München.

## Werdegang
Griebel legte am mathematisch-naturwissenschaftlichen Platen-Gymnasium in Ansbach das Abitur ab und studierte Geschichte, Germanistik und Sozialwissenschaften an der Universität Würzburg. Während dieser Zeit war er Stipendiat der Studienstiftung des Deutschen Volkes. Nach dem Staatsexamen für das Lehramt an Gymnasien (1973) und der Promotion zum Dr. phil. (1978) absolvierte er an der Universitätsbibliothek Regensburg und an der Bayerischen Bibliotheksschule in München das Bibliotheksreferendariat.
Nach dem Assessorexamen (1980) war Griebel zunächst bis 1987 als Direktions- und Fachreferent an der Universitätsbibliothek Bamberg tätig, bevor er als Leiter der Erwerbungsabteilung und Stellvertreter des Direktors an die Universitätsbibliothek Erlangen-Nürnberg wechselte. Nach der Wende war Griebel in der Deutsch-deutschen Expertengruppe Bibliotheken und in der Bund-Länder-Arbeitsgruppe Bibliothekswesen aktiv am Neuaufbau des wissenschaftlichen Bibliothekswesens in den neuen Bundesländern beteiligt. 1994 kam er als Leiter der Hauptabteilung Erwerbung an die Bayerische Staatsbibliothek.
2000 wurde er zum Vertreter des Generaldirektors und 2004 zum Generaldirektor der Bayerischen Staatsbibliothek berufen. Unter seiner Leitung (2004–2014) hat die Bayerische Staatsbibliothek ihre Stellung als eine der führenden internationalen Forschungsbibliotheken in vielfältiger Partnerschaft mit der Wissenschaft nachhaltig ausgebaut und sich zu einem Innovationszentrum für digitale Informationstechniken entwickelt. Ein entscheidender Meilenstein war der Abschluss der Public-Private-Partnership mit Google (2007). 2008 wurde die Bayerische Staatsbibliothek zur Bibliothek des Jahres gekürt.
2011 erhielt Griebel das Verdienstkreuz am Bande der Bundesrepublik Deutschland.
Griebels Nachfolger und bisherige Stellvertretende Generaldirektor Klaus Ceynowa trat sein Amt am 1. April 2015 an.

## Schriften (Auswahl)
- Historische Studien zu Gotthold Ephraim Lessings „Minna von Barnhelm oder das Soldatenglück“. Das Lustspiel, ein kritisches Zeitbild des friderizianischen Preußen. Dissertation Universität Würzburg 1978.
- Preisindizes und Haushaltsplanung. In: York Alexander Haase (Hrsg.): Zur Internationalität wissenschaftlicher Bibliotheken (= Zeitschrift für Bibliothekswesen und Bibliographie, Sonderhefte, Bd. 44). Klostermann, Frankfurt/M. 1987, S. 99–115, ISBN 3-465-01754-4.
- Preis- und Kostenindizes als Instrumente der Etatplanung. In: Zeitschrift für Bibliothekswesen und Bibliographie, Bd. 37 (1990), S. 1–19.
- Geistes- und sozialwissenschaftliche Verlagsdissertationen auf dem akademischen Buchmarkt in der Bundesrepublik Deutschland. In: Bibliotheksdienst, Bd. 24 (1990), S. 163–173.
- Das internationale Problem der gespaltenen Preise für wissenschaftliche Literatur. In: Zeitschrift für Bibliothekswesen und Bibliographie, Bd. 38 (1991), S. 129–142.
- (zus. mit Dieter Höchsmann): Aufbau von Büchergrundbeständen an den Universitätsbibliotheken der neuen Bundesländer. In: Bibliotheksdienst, Bd. 25 (1991), S. 1172–1195.
- Herausforderungen des internationalen Buch- und Zeitschriftenmarktes. Überlegungen zu Aufgaben des Erwerbungsbibliothekars in den 90er Jahren. In: Engelbert Plassmann (Hrsg.): Bibliotheken in Europa (= Zeitschrift für Bibliothekswesen und Bibliographie, Sonderhefte, Bd. 53). Klostermann, Frankfurt/M. 1991, S. 53–71, ISBN 3-465-02288-2.
- (Mitautor): Bestandsaufbau und Erwerbungspolitik in universitären Bibliothekssystemen (= DBI-Materialien, Bd. 134). Deutsches Bibliotheksinstitut, Berlin 1994, ISBN 3-87068-934-X.
- Das Modell des Wissenschaftsrates – Planung und Realisierung. In: Sabine Wefers (Hrsg.): Von Gutenberg zum Internet (= Zeitschrift für Bibliothekswesen und Bibliographie, Sonderhefte, Bd. 68). Klostermann, Frankfurt/M. 1997, S. 219–235, ISBN 3-465-02961-5.
- Outsourcing in der Erwerbung – neue Zauberformel oder Weg zu effektivem Beschaffungsmanagement? In: Sabine Wefers (Hrsg.): Nur was sich ändert. bleibt (= Zeitschrift für Bibliothekswesen und Bibliographie, Sonderhefte, Bd. 75). Klostermann, Frankfurt/M. 1999, S. 157–174, ISBN 3-465-02961-5.
- Auf dem Weg zu Konsortien im Bibliotheksverbund Bayern. In: Margit Rützel-Banz (Hrsg.): Grenzenlos in die Zukunft (= Zeitschrift für Bibliothekswesen und Bibliographie, Sonderhefte, Bd. 77), Klostermann, Frankfurt/M. 2000, S. 131–146, ISBN 3-465-03062-1.
- Etatbedarf universitärer Bibliothekssysteme.  Ein Modell zur Sicherung der Literatur- und Informationsversorgung an den Universitäten (= Zeitschrift für Bibliothekswesen und Bibliographie, Sonderhefte, Bd. 83). Klostermann, Frankfurt/M. 2002, ISBN 3-465-03227-6.
- Das neue bayerische Etatmodell. In: Hannelore Benkert (Hrsg.): Die Bibliothek zwischen Autor und Leser (= Zeitschrift für Bibliothekswesen und Bibliographie, Sonderhefte, Bd. 84). Klostermann, Frankfurt/M. 2003, S. 370–391, ISBN 3-465-03252-7.
- (Mithrsg.): Information – Innovation – Inspiration. 450 Jahre Bayerische Staatsbibliothek. Saur, München 2008, ISBN 3-598-11772-8.
- Das Konzept zur Bestandserhaltung in den staatlichen Bibliotheken Bayerns 2010. In: Reinhard Altenhöner (Hrsg.): Eine Zukunft für saures Papier. Perspektiven von Archiven und Bibliotheken nach Abschluss des KUR-Projekts „Nachhaltigkeit der Massenentsäuerung von Bibliotheksgut“ (= >Zeitschrift für Bibliothekswesen und Bibliographie, Sonderhefte, Bd. 106). Klostermann, Frankfurt/M. 2012, S. 130–141, ISBN 978-3-465-03728-6.
- (Mithrsg.): Praxishandbuch Bibliotheksmanagement. Zwei Bände. De Gruyter Saur, Berlin 2015, ISBN 978-3-11-030315-5.
- Die Bayerische Staatsbibliothek im digitalen Zeitalter (= Bibliotheksforum Bayern, N.F. Bd. 9, Sonderheft). Bayerische Staatsbibliothek, München 2015.

Festschrift
- Klaus Ceynowa/Martin Hermann (Hrsg.): Bibliotheken. Innovation aus Tradition. Rolf Griebel zum 65. Geburtstag. De Gruyter Saur, Berlin 2014, ISBN 978-3-11-031041-2.